# Farruco
Antonio Montoya Flores conocido como Farruco o El Farruco (Pozuelo de Alarcón, 18 de abril de 1935 — Sevilla, 17 de diciembre de 1997), fue un bailaor gitano español, considerado una de las grandes figuras del flamenco de la segunda mitad del siglo XX.

## Biografía
Hijo de una familia gitana que, por parte de madre, fabricaban canastas con varetas de esparto o juncos y recorrían en carro los pueblos para venderlas. Recordaba que en su familia el flamenco y la música siempre había estado presente. Señalaba a un tío abuelo guitarrista, Manuel Montoya, y a su propia madre, 'La Farruca', de donde terminó él tomando el nombre artístico, primero como el Hijo de La Farruca y, más tarde, como Farruco. Su padre había sido un gitano con título universitario, Ingeniero de caminos, canales y puertos, gracias a que le dio y pagó la formación un aristócrata, pero Farruco decidió a los siete años vivir su propia vida. Casado a los catorce años, ya era padre y viudo a los dieciséis. Su esposa, la cantante y bailaora Pastora Amaya, murió al arrollar un tren el coche en que viajaba. Comenzó profesionalmente con la compañía de Lola Flores y Manolo Caracol, siguió en los años 1950 con el ballet de Pilar López Júlvez, dando una salto profesional al recorrer España y Europa con gran éxito. Con la compañía de José Greco, recorrió el mundo y, finalmente, con Rafael el Negro y Matilde Coral, participó en la mayoría de los festivales flamencos de España formando los tres el grupo Los Bolecos. Se retiró del baile con la muerte de su hijo de dieciocho años, Farruquito, en un accidente de motocicleta. No obstante, su hija, Rosario Montoya, fruto de su segundo matrimonio con la cantaora Enriqueta Reyes, casada con el cantaor Juan Fernández Flores, le dio un nieto, Juan Manuel Fernández Montoya (1982) que, con los años, heredó el nombre y el baile de su abuelo, también con el nombre artístico de Farruquito y su hija mayor, Pilar Montoya La Faraona, fue una reconocida bailaora. En los últimos años de su vida trabajó con Carlos Saura en la película, Flamenco; también preparó la película-documental, Bodas de gloria, de Canal +, la cara de la obra teatral lorquiana y con el que ganó la Rosa de Bronce en el Festival de Montreux.